# Елмарс Земгаліс
Елмарс Земгаліс (латис. Elmārs Zemgalis; нар. 9 вересня 1923, Рига - 8 грудня 2014) – американський шахіст латвійського походження, гросмейстер від 2003 року.

## Шахова кар'єра
Після приєднання Латвії до СРСР і початку німецько-радянської війни 1944 року виїхав до Німеччини, де перебував до 1951 року, взявши участь в декількох турнірах і командних матчах і досягнувши кількох успіхів, зокрема, посів 2-ге місце в Аугсбурзі (1946, позаду Вольфганга Унцікера), посів 2-ге місце в Регенсбурзі (1946, меморіал Клауса Юнге, позаду Федора Богатирчука), 2-ге місце в Ганау (1947, меморіал Германіса Матісонса, позаду Луцийса Ендзелінса), посів 1-ше місце в Есслінген-ам-Неккарі (1948), посів 1-ше місце в Руйті (1949), посів 1-ше місце в Ольденбурзі (1949, разом з Юхимом Боголюбовим) і поділив 1-ше місце в Есслінген-ам-Неккарі (1949, разом з Леонідсом Дрейбергсом).
1951 року емігрував до США в 1951 і оселився в Сіетлі, присвятивши себе роботі (був професором математики). У 1953 і 1959 роках перемагав на чемпіонаті штату Вашингтон, провів кілька матчів, у яких, зокрема, переміг Олафа Ульвестада (1952) і Вікторса Пуполса (1962).
У знак визнання спортивних досягнень починаючи з 1940 років, 2003 року ФІДЕ присудила йому почесне звання гросмейстера (HGM).
За даними ретроспективної рейтингової системи  Chessmetrics максимальну силу гри показував у січні 1950 року, досягнувши 2609 пунктів займав тоді 40-ве місце у світі.